# ألفرد ك. فلاورز
ألفرد ك. فلاورز (بالإنجليزية: Alfred K. Flowers) هو ضابط أمريكي، ولد في 29 ديسمبر 1947 في مقاطعة جونز في الولايات المتحدة.